# Elsah, Illinois
Elsah là một làng thuộc quận Jersey, tiểu bang Illinois, Hoa Kỳ. Năm 2010, dân số của làng này là 673 người.

## Dân số
Dân số qua các năm:
- Năm 2000: 635 người.
- Năm 2010: 673 người.